# Ennemonde Diard
Ennemonde Antoinette Catherine Diard, née à Saint-Etienne (Loire) le 26 mars 1898 et morte le 8 juillet 1943 à Wuppertal (Allemagne), est une journaliste sportive, aviatrice et parachutiste, ayant participé à la collaboration en France pendant la Seconde Guerre mondiale.

## Biographie
Ennemonde Diard est la fille de Jean Diard, fabricant d'armes stéphanois et de Catherine Dugnas, déclarée sans profession à l'Etat civil. Après des études au lycée de Saint-Etienne, elle devient journaliste et se spécialise dans le suivi des activités sportives, en particulier le sport féminin et l'aviation. Elle tient une rubrique pendant vingt ans au journal Le Mémorial à partir de mars 1924.
Ennemonde Diard s'est très vite passionnée pour l'aviation, et est reconnue comme aviatrice et parachutiste. Elle participe à la Première Guerre mondiale comme conductrice d'ambulance, à défaut de pouvoir piloter un Nieuport ou un Spad. Le 25 septembre 1921, elle effectue en public une descente en parachute au meeting aérien de Saint-Etienne-La Ronze. Elle participe ainsi à de nombreux meetings aériens à l'Entre-deux-guerres. En 1930, elle publie un ouvrage couronné par l'aéro-club de France Coups d'ailes. De l'oiseau à l'avion, préfacé par Laurent Eynac, ministre de l'air,.
Ennemonde Diard milite pour que les femmes pratiquent tout type de sport, y compris les sports de combat, mais ses écrits sur l'éducation physique sont révélateurs de sa «dérive fasciste». Considérée par la Préfecture de la Loire comme dangereuse pour la Sécurité publique, suspectée d'espionnage et de recels de documents confidentiels, on ordonne son internement au camp de Brens (Tarn) le 25 novembre 1942. Pétainiste convaincue, elle revendique la volonté de partir travailler en Allemagne dans le cadre de la Relève.   
Elle décède finalement en juillet 1943 dans l'hôpital de Barmen en Allemagne des suites d'un accident causé par un camion. Elle repose au cimetière de Valbenoîte à Saint-Etienne.
Ennemonde Diard a compilé une collection de photographies de sports aujourd'hui conservée par les Archives départementales de la Loire,.

### Reconnaissances posthumes
- Une exposition temporaire “Ennemonde Diard : une collection photographique exceptionnelle. Aviation, sports, voyages. 1895-1939” lui est consacrée aux Archives départementales de la Loire de septembre 2020 à mars 2022[9].
- Un dossier pédagogique est proposé sur le site Internet des Archives départementales de la Loire[9]
- Une rue porte son nom à Andrézieux-Bouthéon[10] .
- Un portrait lui est consacré dans un dossier pédagogique proposé par le Service interministériel des Archives de France et le Service historique de la Défense en 2024 dans le cadre de la valorisation des archives du sport : "Les 80 ans de la Libération. Quand les sportifs prennent part au conflit"[2].